# Camilo Medina
Camilo Medina (Ibagué, 1930-Bogotá, 1 de marzo de 2015) fue un actor y pintor colombiano. Es reconocido por participar en la telenovela La Mala Hierba.

## Biografía
Camilo Medina nació en Ibagué, se radicó en Bogotá a estudiar pintura en la Universidad Nacional de Colombia, donde se graduó en 1956. Posteriormente estudió actuación de teatro en la Escuela de Arte Dramático del Teatro Colón en Bogotá. En 1957, debutó televisión haciendo comerciales y secciones.
En 1961 participó en el Teleteatro de los Jueves, un espacio que para entonces era la niña mimada de la televisión pública colombiana. Participó bajo las direcciones de grandes maestros como Bernardo Romero Lozano y Fausto Cabrera apareció en adaptaciones teatrales como Una mujer sin importancia, de Óscar Wilde y Sobre ratones y hombres, de John Steinbeck, entre otras.
También participó en programas como Joyas del teatro breve, Aventuras infantiles, Cuentos para niños, Telematinales Ley, Puerta al suspenso y la telenovela Viaje al pasado. En 1972 participó en producciones para televisión y cine como Candó, Los Novios, Requiem por un canalla, Hato Canaguay, Nariño, Crónica de un amor, Caminos de gloria, El gran negocio, en el teatro popular Caracol y El Muro del Silencio, producciones que lo ubicaron como uno de los actores más importantes de la televisión colombiana.
Participó en la telenovela La Mala Hierba interpretando al personaje de Cacique Miranda adaptada novela homónima de Juan Gossaín además, realizó una corta aparición en la telenovela de Caracol Televisión "Sur verde" en 1980, y participó en el filme colombiano Ayer me echaron del pueblo, de 1982, basado del compositor José A. Morales.
En 1991 se retira de la actuación para incursionarse en la pintura por la cual, trajo grandes exposiciones de pintura abstracta y pintura paisajista. Murió en Bogotá, el 1 de marzo de 2015 a los 85 años de edad, a causa de paro cardiorrespiratorio.